# 23 cosas que no te cuentan sobre el capitalismo
23 cosas que no te cuentan sobre el capitalismo (en inglés: 23 Things They Don't Tell You About Capitalism) es un libro de no ficción escrito por el economista surcoreano Ha-Joon Chang. Fue publicado el día 1 de septiembre de 2011 por la editorial Penguin Books. El libro ofrece 23 puntos en los que refuta los aspectos falsos del capitalismo, pero que están muy presentes en el sentido común y se llega a creerlos como verdades.

## Resumen
Chang escribió el libro como respuesta a la crisis financiera del 2008, el cual lo aborda mediante críticas hacia la globalización y al comercio libre.
Las críticas del libro van desde aseveraciones muy comunes como "las compañías no deberían de funcionar en base a los intereses de sus propietarios'', hasta a argumentos específicos menos comunes como "la lavadora ha cambiado más al mundo de lo que ha hecho internet".
Después de abarcar las 23 críticas, Chang concluye en una sección llamada "Cómo reconstruir la economía mundial". Defiende un sistema capitalista en el que el gobierno tenga un mayor grado de control sobre la economía, y advierte sobre la versión neoliberal del capitalismo, que aboga la participación mínima del gobierno, y que ello propició la crisis financiera de 2008.

### 23 cosas que no te cuentan
1. No existe el libre mercado
2. Las empresas no deberían ser dirigidas en el interés de sus propietarios
3. La mayoría de la gente en los países ricos cobra más de lo que deberían ser
4. La lavadora ha cambiado más el mundo que internet
5. Asume lo peor de la gente y obtendrás lo peor
6. Una mayor estabilidad macroeconómica no hizo que la economía mundial fuera más estable.
7. Las políticas de libre mercado rara vez hacen ricos a los países pobres 
8. El capital tiene una nacionalidad
9. No vivimos en una era posindustrial
10. Los EE. UU. no tienen la vida más alta estándar en el mundo
11. África no está destinada al subdesarrollo
12. Los gobiernos pueden elegir a los ganadores
13. Hacer a la gente rica más rica no hace que el resto de nosotros seamos más ricos
14. Los gerentes de EE. UU. están sobrevalorados
15. Las personas en los países pobres son más emprendedores que la gente de los países ricos
16. No somos lo suficientemente inteligentes para dejar las cosas al mercado
17. Más educación en sí misma no va a hacer un país más rico
18. Lo que es bueno para General Motors no es necesariamente bueno para los Estados Unidos
19. A pesar de la caída del comunismo, todavía vivimos en economías planificadas
20. La igualdad de oportunidades puede no ser justa
21. El gran gobierno hace a la gente más abierta a cambiar
22. Los mercados financieros necesitan ser más pequeños, no más, eficientes
23. Una buena política económica no requiere buenos economistas
Conclusión: Es necesario reconstruir la economía mundial.

## Recepción
El libro recibió críticas generalmente favorables. John Gray de The Guardian, dijo en su reseña que ''desacreditó los mitos del capitalismo de forma magistral'', mientras que Ian Fletcher del HuffPost, lo describió como "acertado", mientras señalaba que el libro no manifestaba apoyo ni a las políticas económicas de izquierda ni a las de derecha. y que podría ''ofender" tanto a los demócratas como a los republicanos.
Sean O'Grady de The Independent argumentó que el libro es un testimonio de la capacidad de las naciones más pobres para convertirse en potencias con el transcurso del tiempo. Al escribir en el Financial Times, James Crabtree describe que los puntos de refutación de Chang van desde "afirmaciones de la izquierda convencional" hasta "contrarios a la intuición", y destaca la estrecha relación entre los puntos de refutación y las críticas como consecuencia de la crisis financiera de 2008.
Sin embargo, James Hannam, escribió en el HuffPost, re-releyó el libro 3 años después de su publicación, y comentó que muchos de los aspectos de las críticas de Chang son "falacias del hombre de paja", como la afirmación de que no tenemos mercado libre debido a la restricción de la esclavitud, en el que Hannan critica como tergiversaciones de las afirmaciones capitalistas, porque son muy pocos los capitalistas que abogan por un mercado completamente libre. Hannam resume que el aspecto más valioso del libro es su "idea de cómo los economistas de izquierda están tratando de llegar a un acuerdo con el fracaso del socialismo".
La reseña del libro en Business Insider, escrito por Hannah Kim y Gregory White, sostienen que mientras Chang critica los defectos del capitalismo, él acepta que una versión modificada con mayor supervisión sería el mejor sistema económico.